# Orishchinita
L'orishchinita és un mineral de la classe dels elements natius.

## Característiques
L'orishchinita és un fosfur de níquel, amb fórmula química Ni₂P. Va ser aprovada com a espècie vàlida per l'Associació Mineralògica Internacional l'any 2019, sent publicada l'any 2022. Cristal·litza en el sistema ortoròmbic. És dimorfa de la transjordanita, que cristal·litza en el sistema hexagonal, i es pot considerar l'anàleg dominant de níquel de l'allabogdanita.
L'exemplar que va servir per a determinar l'espècie, el que es coneix com a material tipus, es troba conservat a les col·leccions del Museu Mineralògic Fersmann, de l'Acadèmia de Ciències de Rússia, a Moscou (Rússia), amb el número de registre: 5408/1.

## Formació i jaciments
Va ser descoberta a les roques pirometamòrfiques del complex de Daba-Siwaqa, a l'altiplà de Transjordània (Governació d'Amman, Jordània). El mineral es presenta com una fase accessoria a la roca fusionada de clinopiroxè-plagioclasa assemblant-se texturalment a gabre-dolerita. Aquest indret és l'únic a tot el planeta on ha estat descrita aquesta espècie mineral.